# 多鱗尼布鯰
多鱗尼布鯰，為輻鰭魚綱鯰形目甲鯰科的其中一種，為熱帶淡水魚，分布於南美洲委內瑞拉黑河上游、Casiquiare與Baria河流域，體長可達8.1公分，棲息在底層水域，生活習性不明。

## 扩展阅读
維基物種上的相關：多鱗尼布鯰